# 罗马诺斯
罗马诺斯，是西班牙阿拉贡自治区萨拉戈萨省的一个市镇。 总面积20平方公里，总人口133人（2001年），人口密度7人/平方公里。